# Raión de Masis

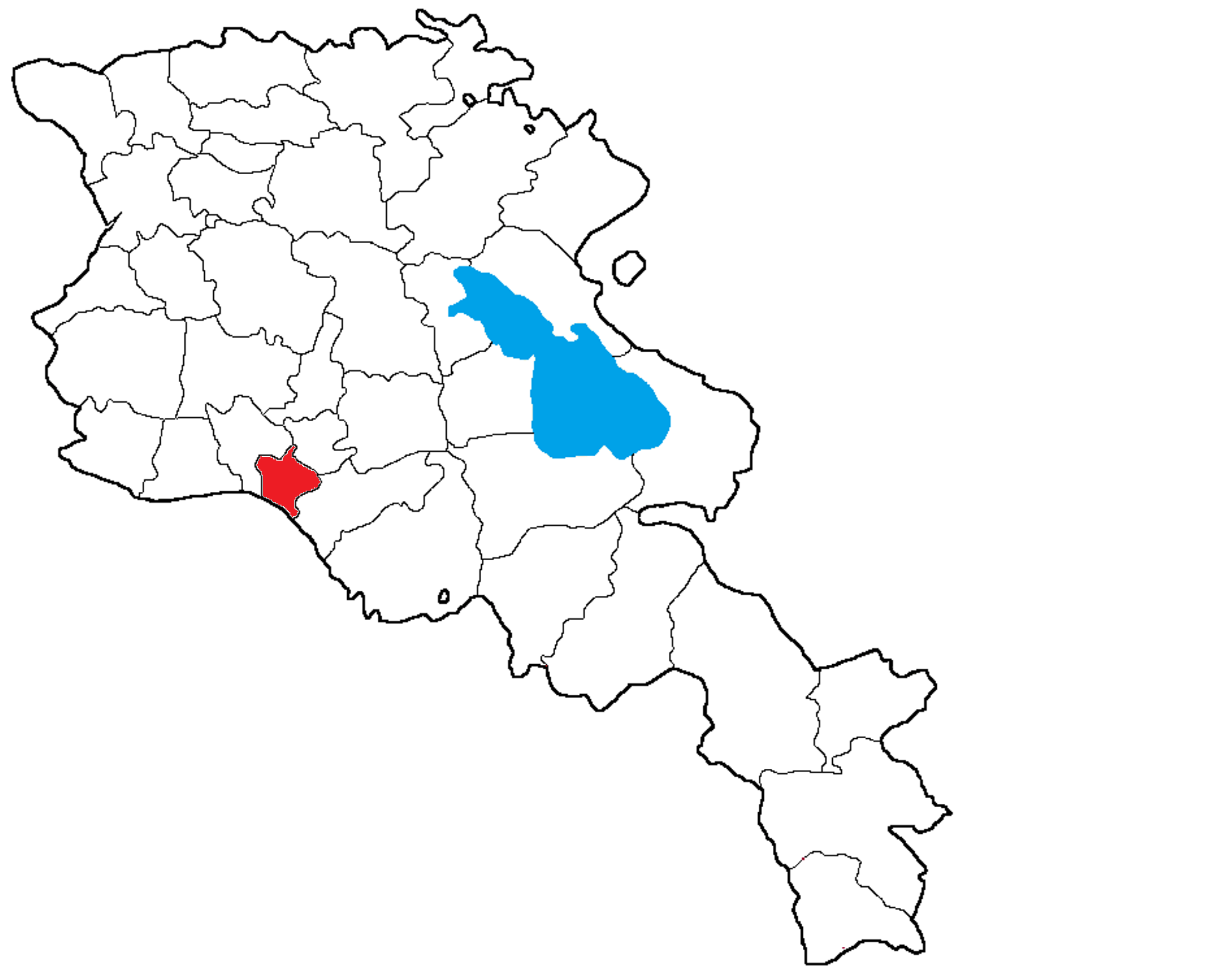
Distrito de Masis en el mapa de la República Socialista Soviética de Armenia (según la división administrativa de 1989; el territorio del distrito se muestra en rojo).

El raión de Masis es uno de los tres raiones que forman la provincia armenia de Ararat. Su población a fecha de 12 de octubre de 2011 era de 78 442 habitantes.
Está formado por las siguientes localidades:
- Arbat 2058
- Arevabuyr 1026
- Argavand 1950
- Ayntap 8376
- Azatashen 732
- Darakert 2723
- Darbnik 1214
- Dashtavan 1970
- Geghanist 2739
- Getapnya 1571
- Ghukasavan 2019
- Hayanist 2117
- Hovtashat 3207
- Jrahovit 1072
- Khachpar 2049
- Marmarashen 2871
- Masis 20 215
- Nizami 1327
- Norabats 2155
- Noramarg 2069
- Nor Kharberd 7366
- Nor Kyurin 865
- Ranchpar 1413
- Sayat-Nova 1886
- Sipanik 468
- Sis Սիս 1201
- Zorak 1783